# 伊東祐松
伊東 祐松（いとう すけます）は、戦国時代から安土桃山時代にかけての武将。日向伊東氏の家臣。
天文2年（1533年）、9代当主・伊東祐充の死後に叔父・祐武が反乱を起こしたときは、従兄弟の祐清（義祐）擁立派として働いた（武州の乱）。10代当主・祐吉の死後に義祐が家督を継ぐと、その側近となった。家中では義祐と同等の権勢を振るい、余剰米の横領などで数多くの家臣から恨みを買った。
元亀3年（1572年）、木崎原の戦いで伊東方が敗れた際に、孫の祐信が戦死、同年には飫肥城において伊東祐兵の後見役となっていた子・祐梁も死去した。
天正3年（1575年）、島津氏に圧迫された肝付兼亮の提案によって、伊東氏は肝付氏と空砲を使った偽装の戦闘を行ったが、伊東方が約束に反して実弾を用いたので肝付方は全滅し、両家は義絶に至った。この事件は祐松が肝付領南郷を奪うために仕組んだものであったといわれる。
伊東氏の衰退期には、米良矩重や落合兼朝など祐松に対する私怨から島津氏に寝返る者も多く出ている。
主家没落時は義祐に従って豊後国に退去。翌天正6年（1578年）に日向国の三城で死去した。